# Baratranthus
Baratranthus é um género botânico pertencente à família Loranthaceae.

## Espécies
- Baratranthus axanthus
- Baratranthus mabioides
- Baratranthus nodiflorus
- Baratranthus productus